# Invictus Gaming
Invictus Gaming — киберспортивная организация, образовавшаяся в результате приобретения директором Wanda Enterprise Ван Сиконгом команды Catastrophic Cruel Memory. Организация была основана в августе 2011 года и имеет подразделения в таких играх как Dota 2, StarCraft 2, League of Legends, Hearthstone, Overwatch и Counter-Strike: Global Offensive.
Командой управляют бывшие игроки Catastrophic Cruel Memory SC2 Сяот и Гомакс.
Их штаб-квартира располагалась в Пекине, до переезда в Шанхай. Созданная сыном 10-го богатейшего человека в Китае, IG задумана как новая сила, которая будет доминировать на сцене как чистым мастерством, так и беспрецедентным уровнем профессионализма и самоотдачей игроков.

## История
Invictus Gaming была создана в августе 2011 года с покупкой Catastrophic Cruel Memory, сильнейшей команды на сцене в то время. Недавно ребрендированный IG рассматривался как новый флагман китайской Dota. Создание IG.Y после переманивания четырёх членов LGD, исторически одной из сильнейших команд в Китае, стало неожиданностью для всего сообщества. Более того, это событие произошло всего через несколько дней после покупки CCM, теперь получившей название IG.Z. Выйдя на сцену DOTA с, казалось бы, подавляющей силой, две команды IG казались двумя сильнейшими командами на сцене. Предсказанное доминирование, однако, так и не наступило, IG (CCM) проиграла перспективному Tyloo в финале китайского WCG 2011 и больше не казалась непобедимой для команд высшего уровня. Вскоре после этого IG (CCM) потеряла Xiao8 и DDC, которые ушли в LGD чтобы реформировать новый состав с ZSMJ, его предыдущим капитаном и единственным игроком, который не перешел в IG. После покупки Awoke и Faith у Tyloo для IG(CCM) и CH у Panda, для повторения предыдущего состава LGD, IG преобразовался в IG.Z (Zhou) из предыдущего CCM и IG.Y (YYF) из предыдущего LGD. Ослабленные постоянной реорганизацией, оба клуба IG пострадали от рук возрождающегося DK и потерпели поражение — как в WDC 2011, так и в G-League 2011. Они также плохо выступили на The International 2011 — со своими неподготовленными игроками состав IG.Z оказался настолько деморализован, что проиграл все свои финальные матчи за место после того, как выбыл из турнира, в то время как состав IG.Y не смог участвовать в соревнованиях из-за отказа ZSMJ временно играть со своими предыдущими товарищами по команде под флагом LGD. Испытывая трудности с постоянными разочаровывающими выступлениями, IG в конечном итоге преобразовала свою команду в единую комбинацию лучших талантов, которые могла предложить китайская сцена DOTA в виде Zhou, 430, YYF, Chuan и Fate. Эта новая команда, несмотря на то что ей мешало отсутствие командной координации и синергии в результате сочетания четырёх «жадных» игроков, которым ранее требовалось большое количество фарма на карте, тем не менее смогла выиграть SMM 2011, который продемонстрировал потенциал команды, столь богатой талантами. Несмотря на победу в SMM 2011, IG продолжала бороться с проблемами координации команды и организации, поскольку все четыре её основных игрока боролись за фарм, а Faith участвовала в схеме, которую окрестили «1 защищает 4». В то время как их индивидуальное мастерство и талант не вызывали сомнений, IG считались более слабыми, чем DK или LGD, из-за их неспособности играть как сплоченная команда, что отразилось в поражениях как в Dota, так и в Dota 2, несмотря на приглашение на The International 2012, которое они затем выиграли. В месяцы, предшествовавшие The International 2012, IG решила свои командные проблемы и с уверенностью победила DK и LGD в DOTA, выиграв чемпионат G-League 2012.

## Dota 2
|                                    | Ник             | Полное имя        | Роль                | Присоединился    |
| Основной состав                    | Основной состав | Основной состав   | Основной состав     | Основной состав  |
| ---------------------------------- | --------------- | ----------------- | ------------------- | ---------------- |
| Флаг Китайской Народной Республики | Emo             | Чжоу И            | Керри               | 12 сентября 2018 |
| Флаг Китайской Народной Республики | Dust            | Чжоу Шиюань       | Мидлейнер           | 8 декабря 2022   |
| Флаг Китайской Народной Республики | Irving          | Ли Цзянь          | Офлейнер            | 8 декабря 2022   |
| Флаг Сингапура                     | poloson         | Уилсон Ко Чин Вей | Частичная поддержка | 8 декабря 2022   |
| Флаг Китайской Народной Республики | qyqx            | Цуй Чэньян        | Полная поддержка    | 8 декабря 2022   |
| Тренер                             |                 |                   |                     |                  |
| Флаг Китайской Народной Республики | super           | Су Пэн            | Су Пэн              | 6 сентября 2019  |